# Introducing Sparks
Introducing Sparks — седьмой студийный альбом американской рок-группы Sparks, выпущенный в 1977 году на лейбле Columbia Records.

## Выпуск
Альбом оказался коммерчески провальным, и многие негативные рецензии утверждали, что группа приняла новый восточноамериканский «американский звук», несмотря на то что братья Маэл сами были американцами. Название альбома также довольно иронично — Introducing Sparks («Знакомьтесь: Sparks») был не только не дебютным альбомом группы, но даже не первым альбомом на лейбле Columbia (это был их второй и, что ещё ироничнее, последний альбом на этом лейбле).
Introducing Sparks не стал более успешным по сравнению с предыдущим альбомом, Big Beat. Он не попал в чарты ни в Великобритании, ни в США. Синглы «Over the Summer» и «A Big Surprise» с би-сайдом «Forever Young» были выпущены, но не достигли значительных продаж или радиоротации. На протяжении десятилетий альбом оставался малоизвестным, отчасти потому, что не издавался на CD до 2007 года. Однако в последние годы альбом подвергся критической переоценке: некоторые критики стали рассматривать его как незаслуженно забытое произведение.

## Критика
| Оценки критиков          | Оценки критиков   |
| Источник                 | Оценка            |
| ------------------------ | ----------------- |
| AllMusic                 | [ 2 ] [ notes 1 ] |
| Christgau's Record Guide | B                 |
| Omaha World-Herald       | [ 5 ]             |

На момент выхода Пит Ма́ковски из журнала Sounds заявил, что альбом «возможно, самая авантюрная музыкальная работа Sparks», добавив, что Рон Маэл «один из самых недооценённых и оригинальных поэтов в галактике».
В своей книге Christgau's Record Guide: Rock Albums of the Seventies (1981) Роберт Кристау писал: «На своих пяти альбомах для Bearsville и Island эти искусные братья сочетали личную неприязнь с намеренно напряжённой и неприветливой версией поп-рока. Но с дебютом на Columbia, Big Beat, они начали раскрываться, и здесь один трек действительно вошёл в историю серф-музыки — в разделе, посвящённом гиперосознанности. Это мелодично, остроумно и даже открыто. Но страх перед женщинами и упрямая, избалованная подростковая циничность всё ещё здесь, и это по-прежнему отвратительно».
Дейв Томпсон из AllMusic написал, что «трудно представить себе альбом более разочаровывающий, чем этот», назвав песню «Over the Summer» «одной из лучших пародий на Beach Boys, когда-либо записанных», но добавив, что «от Sparks не ждут пародий».

## Переиздание
После своего оригинального выпуска в 1977 году альбом Introducing Sparks долгое время оставался недоступным на физических носителях. Он был единственным альбомом Sparks, официально не издававшимся на CD (хотя существовали пиратские копии на CD). Это частично связано с тем, что права на альбом принадлежали Columbia Records. Хотя Columbia выпустила Big Beat, тот альбом в Великобритании вышел на Island Records, и впоследствии Island воспользовался правом на его переиздание в 1994 году. Поэтому у Columbia не было особого интереса выпускать один-единственный альбом, не имея возможности заработать на серии релизов, как это сделала Island.
Из-за коммерческого и критического провала Introducing Sparks был забыт. Это исправилось в ноябре 2007 года, когда альбом был официально переиздан на CD на собственном лейбле группы — Lil' Beethoven Records. Однако CD был не ремастером с оригинальных студийных мастер-лент (принадлежащих Sony), а сделан с виниловой пластинки, поскольку проблемы с правами помешали получить доступ к оригиналам. Позже альбом также переиздавался в Японии в формате SHM-CD (формат «супер-аудио CD»), но использовался тот же виниловый мастеринг.
В 2014 году один из поклонников сообщил в интернете, что нашёл 1/4" четырёхдорожечную 7-дюймовую бобину со скоростью 7,5 дюймов в секунду с квадрофоническим миксом Introducing Sparks, содержащую раннюю версию альбома. На плёнке было 8 треков, включая две полностью завершённые неизданные песни — «Kidnap» и «Keep Me», а также отсутствовали три трека, вошедших в финальный альбом («Forever Young», «Girls on the Brain» и «Over the Summer»). Все песни начинались с отсчёта и заканчивались резко (без затухания). Версия также представляла собой, вероятно, ранний микс: в некоторых композициях отсутствовали определённые звуки или они были сведены иначе. Особенно выделялась композиция «Goofing Off» — в ней появлялись фрагменты фонового разговора, открывающего, закрывающего и сопровождающего весь трек.

## Список композиций
Слова и музыка всех песен — Рон Маэл и Рассел Маэл..
| №  | Название         | Длительность |
| -- | ---------------- | ------------ |
| 1. | «A Big Surprise» | 3:42         |
| 2. | «Occupation»     | 5:17         |
| 3. | «Ladies»         | 3:06         |
| 4. | «I'm Not»        | 3:26         |
| 5. | «Forever Young»  | 3:27         |

| №                   | Название             | Длительность |
| ------------------- | -------------------- | ------------ |
| 6.                  | «Goofing Off»        | 4:26         |
| 7.                  | «Girls on the Brain» | 3:41         |
| 8.                  | «Over the Summer»    | 3:50         |
| 9.                  | «Those Mysteries»    | 5:03         |
| Общая длительность: | Общая длительность:  | 35:58        |

| №                   | Название                                 | Длительность |
| ------------------- | ---------------------------------------- | ------------ |
| 10.                 | «Breathe» (неизданный демо-трек)         | 3:14         |
| 11.                 | «Fact or Fiction» (неизданный демо-трек) | 3:26         |
| 12.                 | «Those Mysteries» (демо-версия)          | 3:40         |
| Общая длительность: | Общая длительность:                      | 46:18        |

## Участники записи
Sparks
- Рассел Маэл — ведущий и бэк-вокал
- Рон Маэл — клавишные

Бэк-вокалисты
| - Том Бейлер - Ал Кэппс - Стэн Фарбер - Джим Хаас | - Рон Хиклин - Марк Писителли - Ник Уриг |

Сессионные музыканты
| - Алан Бродбент - Бен Беней - Дэвид Фостер - Эд Грин - Дэвид Пэйч | - Майк Поркаро - Рейни Пресс - Ли Ритенур - Том Ротелла |

## Производство
- Ленни Робертс — звукоинженер
- Бетси Бангхарт и Рэнди Томинага — ассистенты инженера
- Ал Кэппс и Рон Маэл — аранжировки
- Боб Сейдеманн — фотография
- Джон Ких и Томми Стил — оформление
- Лицензия от Island Records Limited, Лондон
- Мастеринг: Allen Zentz
- Записано в Larrabee Sound, Лос-Анджелес

## Внешние ссылки
- Introducing Sparks на сайте Discogs